# Odprte hiše Slovenije
Odprte hiše Slovenije (s kratico OHS) je slovenski arhitekturni festival, ki se odvije enkrat letno od leta 2010. Javnosti omogoči brezplačen ogled notranjosti javnih in zasebnih zgradb, ki jih med prijavljenimi izbere žirija. Izbor ni omejen na novejše zgradbe.
Nastal je po vzoru festivala Open House London. Sodeluje z mednarodnimi projekti Open House Europe in Open House Worldwide, kjer edina predstavlja celo državo in ne samo mesta.

## Upravljanje
Leta 2010 sta ga ustanovili arhitektka Ana Struna Bregar ter kritičarka in recenzentka Kristina Dešman pod okriljem Zbornice za arhitekturo in prostor Slovenije (ZAPS). Leta 2015 je OHS prešel pod okrilje Zavoda za prostorsko inovativnost – AFRONT.
Do 2017 ga je vodila Ana Struna Bregar, nato pa Lenka Kavčič. Njegova zdajšnja direktorica je Eva Eržen, direktorica Zavoda Afront.

## Nagrade in priznanja
- Ana Struna Bregar in Kristina Dešman - Plečnikova medalja 2012 za doprinos k splošni arhitekturni kulturi za akcijo ODPRTE HIŠE SLOVENIJE (podeljuje jo sklad arhitekta Jožeta Plečnika)[8]